# Приміська залізниця регіону Гельсінкі
Приміська залізниця регіону Гельсінкі (фін. Helsingin seudun lähijunaliikenne) ― система залізничних потягів, що обслуговує столичний регіон Фінляндії; плануванням та замовленням сполучення нею займається оператор міського транспорту Гельсінкі HSL, а оператором є фінський залізничний перевізник VR. По будніх днях курсує 676 потягів під 13 розпізнавальними знаками ліній.
Приміське залізничне сполучення складається із замовленого HSL руху лініями Y, U, L, E, A, I, P та K, а також спільно обслуговуваного VR та HSL сполучення лініями  H, R, T, D та Z. Спільно із метрополітеном Гельсінкі, трамвайним маршрутом 15 та низкою автобусних маршрутів (20, 30, 40, 200, 300, 400, 500, 510, 520, 530, 560, 570, 600) приміське сполучення Столичного регіону утворює основу громадського транспорту регіону Гельсінкі. У потягах приміської залізниці при поїздках в регіоні обслуговування HSL можна використовувати лише квитки HSL, натомість при поїздках за межами регіону HSL необхідно купувати квиток VR. Продаж квитків у приміських потягах припинився 19 червня 2017 року, тоді ж кондуктори у потягах почали лише перевіряти наявність квитків. У системі кольорів, що позначають засоби громадського транспорту регіону HSL, кольором приміської залізниці є фіолетовий (відтінок #8C4799), а кольором-позначкою приміського сполучення VR використовується їхній фірмовий відтінок зеленого #00b451.
З усіх станцій приміської залізниці регіону HSL 15 розташовані у Гельсінкі, 14 у Вантаа, 7 в Еспоо та 4 в Кіркконуммі. Окрім них по дві зупинки розташовані в Кауніайнені й Кераві та по одній ― в Туусулі та Сіунтіо; в Сіпоо залізничні станції відсутні. Зі станцій приміського сполучення VR 6 розташовані в Котці, 4 в Ганко, Гаусʼярві, Ярвенпяа, Лагті, Коуволі та Раасепорі, дві в Гямеенлінні, Кяркелі, Акаа і Тампере, а також по одній в Гювінкяа, Рійгімякі, Янаккалі, Лемпяалі, Гаттулі, Мянтсялі, Оріматтілі, Голлолі, Ійтті, Інкоо та Нокії.
Сполучення приміською залізницею здійснюється за допомогою електропотягів, які отримують енергію від повітряних мереж. Висота платформ залізниці нижча за платформи метрополітену.
За придбання та утримання рухомого складу приміської залізниці з боку HSL відповідає організація Pääkaupunkiseudun Junakalusto (з фін. «Залізничний рухомий склад Столичного регіону») та VR Group зі свого боку.

## Характеристика
Сполучення мережі потягів столичного регіону є доволі активним. З менших станцій потяги в середньому відправляються 1–3 рази на годину, а з великих пересадкових станцій ― більше 10 разів на годину. Вибір та використання потягів є найбільшими у межах Гельсінкі, але й існує активне сполучення і до інших місць регіону.
Приміські потяги  A, I, P ja K за своїм типом сполучення подібні на метро, адже відстані між станціями, інтервали між чергами та ширина підлог вагонів є такою самою, як і в гельсінському метро, але приміські потяги відрізняються тим, що, на відміну від потягів метро, мають туалети та м’які сидіння.
З 19 червня 2017 року HSL дозволило перевезення велосипедів у приміських потягах. Поїздку можна сплатити проїзною карткою HSL або у  мобільному додатку.

## Рухомий склад
У приміському сполученні регіону HSL використовуються лише потяги Stadler FLIRT Sm5, загальна кількість яких становить 81 одиницю. Потяги Sm2 були виведені з експлуатації у регіоні HSL в червні 2017 року. У власному сполученні VR використовує потяги Sm2 та Sm4.

## Залізничні ділянки

Карта потягів приміської залізниці та метрополітену Гельсінкі; пунктиром позначено проєкти залізничних ліній

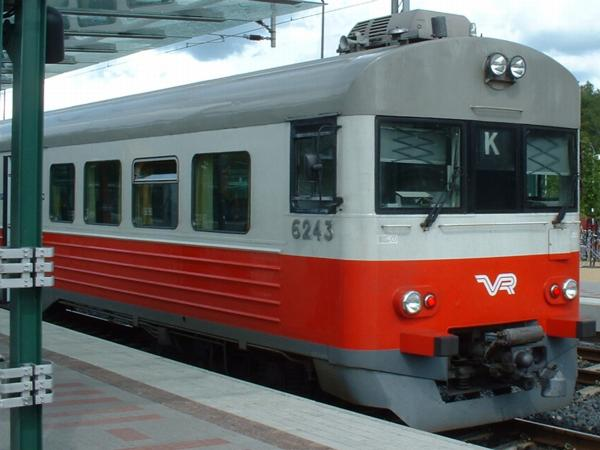
Приміський потяг Sm1 на станції Керава

Приміське залізничне сполучення здійснюється на пʼятьох залізничних ділянках. Усі маршрути починаються з центрального залізничного вокзалу Гельсінкі і продовжуються до різних напрямків через залізничну станцію Пасіла.

### Залізниця Рійгімякі та міська залізниця Керави
Залізниця Рійгімякі є частиною головної залізниці Фінляндії і продовжується у північному напрямку через Гямеенлінну до Тампере. Нею курсують потяги R, T і D. Відкрита у 2004 році міська залізниця Керави уможливила збільшення змін потягів на 13 станціях між Гельсінкі та Керавою. Залізницею між Гельсінкі та Керавою курсує потяг К, який зупиняється на всіх проміжних станціях. У червні 2017 року територія приміського залізничного сполучення по головній залізниці розширилася до Тампере. Восени 2019 року до маршруту потягу К додалися зупинки на станціях Кяпюля, Пукінмякі й Тапаніла; водночас із цим було виведено з користування позначку потяга N.

### Залізниця Рійгімякі-Лагті
Ця залізнична ділянка є частиною залізниці Рійгімякі–Санкт-Петербург, спорудженої у 1870 році. Транспортне сполучення на цій ділянці стало частиною власного сполучення VR після прокладення прямої залізниці до Лагті у 2006 році. У 2017 році потяги цієї лінії отримали позначку G.

### Пряма залізниця до Лагті
Пряма залізниця Керава–Лагті, відкрита для залізничного сполучення 3 вересня 2006 року, відділяється від головної залізниці на станції Кютемаа в Кераві. На цій залізничній ділянці курсують приміські потяги Z до Лагті.

### Напрям Коуволи та Котки
5 січня 2022 року частина залізниці, що вела з Лагті через Коуволу до Котки, стала частиною приміського залізничного сполучення VR. Частина потягів Z і раніше продовжували маршрут з Лагті до Коуволи, але не належали до приміської залізниці. Потяги, які раніше не мали власної позначки і курсували по маршруту Лагті–Коувола–Котка, отримали позначку О.

### Рантарата та міська залізниця Леппяваара
Рантарата (з фін. Прибережна залізниця) проходить через Еспоо на захід через Кіркконуммі до Карʼяа; лише потяги дальнього сполучення продовжують свій шлях з Карʼяа далі, до Турку та Ганко. По Рантараті курсують потяги Y, U, L та E. Завдяки запуску міської залізниці Леппяваара 2 червня 2002 року зʼявилась можливість додати кількість змін потягів на шести станціях між Леппяваарою та Гельсінкі. Міською залізницею курсує потяг А, який зупиняється на всіх проміжних станціях.

### Кегярата
Кегярата сполучає головну залізницю та залізницю Вантаанкоскі. Нею курсує потяг I з Гельсінкі через Тіккурілу до аеропорту Гельсінкі-Вантаа і назад до Гельсінкі через Гуопалагті, потяг P курсує тим самим маршрутом у зворотному напрямку. Рух на цій залізниці було відкрито 1 липня 2015 року.

## Історія
Попередниками приміського залізничного сполучення Гельсінкі були парові та дизельні приміські потяги регіону Гельсінкі у 1886 році, які почали курсувати на залізничній лінії Гельсінкі-Ярвенпяа. Власне термін «приміське сполучення» почав використовуватися у 1969 році з початком руху електропотягів. У планах маршрутів 1975 року заголовком було використано «Приміське залізничне сполучення» (фін. Rautateiden lähiliikenne).

### 1970-ті роки
Приміське сполучення почалося з першої електрифікованої частини лінії Гельсінкі-Кіркконуммі за допомогою шести одиниць-потягів Sm1. У 1972 році  центральну частину головної колії приміського сполучення було електрифіковано до Рійгімякі, а також було завершено третю колію з Пасіли до Тіккуріли. Літери для позначення ліній почали використовуватися у травні того ж року.
На початку 1970-х рр. електропотягів стало достатньо багато для можливості посилення приміського сполучення, коли було запущено перші 30 одиниць потягів Sm1. Для найдовших потягів у години пік потужності одиниць Sm1 не вистачало, натомість вони курсували на початку потягами, утвореними з відділаних деревом пасажирських вагонів, які тягнули спочатку дизельні, а потім електричні локомотиви Sr1.
Перша колія, споруджена саме для приміського сполучення, була відкрита у 1975 році, коли було запущено лінію до Мартінлааксо. Це була перша лінія, споруджена у рамках великого проєкту, де власне колія, станції та план регіону обслуговування станцій розроблялись разом. Серед інших змін у приміському сполученні було закриття платформи у Стремберзі у 1976 році (на її місці згодом було відкрито станцію Валімо) та закриття платформи у Луома, через що платформу Нокка було перетворено на нову станцію під назвою Луома. До 1981 року було придбано ще 70 одиниць потягів Sm1 та Sm2, з яких 40 потягів-одиниць було доставлені без туалетів, адже вважалося, що на коротких маршрутах вони не потрібні. Проте було вирішено використовувати ці одиниці і на довших маршрутах, тому туалети були встановлені пізніше у всіх одиницях. Ці 100 електропотягів Sm1 та Sm2 обслуговували приміське сполучення як основний рухомий склад до 2000-х рр.
Станом на той час приміське сполучення повністю обслуговувалося VR, і у потягах здебільшого використовувалися залізничні квитки VR (окрім території міста Гельсінкі). Квитки HKL разом із доплатою діяли до 1975 року, після чого на території міста Гельсінкі діяли звичайні квитки HKL. У 1974 році VR розділили регіон приміського сполучення на зони ABC на ділянках Гельсінкі-Кіркконуммі та Гельсінкі-Керава. Перші апарати для продажу квитків були введені у користування у 1970-х рр.

### 1980-ті роки
Розвитку приміського сполучення у 1980-х заважали суперечки держави та муніципалітетів регіону щодо фінансування інвестицій. Новою інвестицією в залізницю було споруджено лише третю колію для ділянки Тіккуріла-Керава у 1981 році. Електричних потягів не було придбано, проте використання деревʼяних вагонів у приміському сполученні припинилося у квітні 1987 року, коли для потягів години пік замість деревʼяних вагонів вдалося запустити сталеві вагони приміського сполучення, які тягнули локомотиви. Було закрито станцію Ганала, замість якої відкрили станцію Койвукюля.
Значні зміни сталися у системі квитків, коли система тарифних зон розширилася і охопила весь регіон приміського сполучення аж до Рійгімякі на початку 1984 року. У вересні 1986 року у всіх засобах громадського транспорту, який  обслуговував тодішній оператор YTV, почали діяти єдині регіональні квитки. У 1987 році відбувся перехід до відкритого фінансування, продажу квитків у спеціальних відділеннях та стягуванні штрафів при контролі у засобах приміського сполучення. У 1989 році після укладення нової угоди з YTV припинився продаж квитків VR для тарифних зон А, В та АВ.

### 1990-ті роки
У 1990 році було закрито залізничну платформу Гуйкко в Туусулі, а у 1991 році було відкрито нову коротку ділянку залізниці Мартінлааксо-Вантаанкоскі. Завдяки електрифікації залізниці до Турку регіон приміського сполучення розширилося як зона G до Карʼяа у 1993 році. Пізніше було закрито кілька залізничних платформ для потягів H і T на головній колії через їхнє невелике використання та пришвидшення руху потягу H. Окрім цього у 1996 році було прокладено четверту колію, або міську залізницю Тіккуріла. що уможливило подібне до метро сполучення на ділянці Гельсінкі-Тіккуріла.
Через пожвавлене транспортне сполучення, збільшена кількість пасажирів, більші швидкості, які стали можливими завдяки покращенню стану колій, та потреба у низькопідлогових потягах VR у 1999 році придбали для приміської залізниці нові потяги Alstom Coradia та фінські Sm4.

### 2000-ті роки
У червні 2001 року у рамках масштабного проєкту було споруджено міську залізницю між Пасілою та Леппяваарою, що в свою чергу спричинило до змін у курсуванні зокрема потягів A та Y. У 2002 році почалось прокладання залізниці до Керави та Лагті; ці ділянки мають велике значення як для потужностей, так і мереж приміського залізничного сполучення. Після завершення прокладення залізниці до Лагті регіон приміського сполучення розширився до зони Н, до якої увійшли Лагті, Геррала та Ярвеля. У 2006 році по цій залізничній лінії почав курсувати потяг Z, рухомим складом якого були потяги Sm4.
30 раніше придбаних потягів Sm4 використовувались на коротких лініях регіону YTV, адже він вимагав низькопідлогових потягів. Наприкінці десятиліття проблема низькопідлоговості була вирішена, коли у співпраці міст та VR було започатковано Pääkaupunkiseudun junakalusto, задачею якого був вибір нових потягів для використання у сполученні YTV. Для цього було обрано потяг Stadler Flirt, який став відомим у Фінляндії під серійним маркером Sm5. Згодом до YTV доєдналися Керава (2006) та Кіркконуммі (2007) і таким чином як тарифна зона 3 стали частиною квиткової системи Столичного регіону. Після входження нових муніципалітетів до YTV лінії S, U, L, K та N почали повністю курсувати на території YTV. Другою зміною у квитковій системі став перехід YTV до проїзних карток та зменшення використання паперових квитків. На початку 2000-х продаж квитків почав здійснюватися лише на станціях, що обслуговували приміську залізницю.

### 2010-ті роки
На початку цього десятиліття було здійснено два великі проєкти: спорудження залізниці Кегярата та поступова повна заміна старих потягів Sm1 та Sm2 на нові потяги Sm5 у 2009–2017 роках. Одразу на початку десятиліття діяльність YTV перейшла до HSL, та попри це регіон приміського сполучення не розширювався до 2018 року, оскільки до HSL, окрім муніципалітетів-засновників, долучився лише Сіпоо, який не мав залізничного сполучення. У 2016 році після 18-річної паузи було закрито низку залізничних станцій та платформ, а також було скасовано потяги H та Y до Карʼяа, але їх курсування одразу продовжилося за сприяння HSL до Сіунтіо. Скасування потяга Y вплинуло на рішення Сіунтіо долучитися до HSL на початку 2018 року.
Квиткова система лишалася без змін, допоки у червні 2017 року припинився продаж квитків у приміських потягах, що стало можливим завдяки придбаним квитковим автоматам на усіх станціях та квиткам у мобільному додатку.

## Плани на майбутнє

### Міська залізниця Еспоо
Міська залізниця Еспоо ― запланована ділянка міської залізниці Леппяваари, продовження її до центру Еспоо чи Кауклагті. Це двоколійна приміська залізнична лінія, яка може посприяти врегулюванню та додаванню черг потягів на ділянці Гельсінкі-Кіркконуммі. План колії міської залізниці Еспоо готовий, і проєкт отримав схвальне рішення.

### Пісарарата
Пісарарата ― запланована до центру Гельсінкі підземна місцева залізнична колія, яка може розвантажити години пік на центральному вокзалі Гельсінкі завдяки спрямуванню потягів A, I/P та K з Пасіли до залізниці у формі краплі (звідси й назва), яка б слугувала пересадкою до метро у Гаканіємі і, можливо, до другої лінії метро, яка може бути споруджена в Тееле.

### Залізничне сполучення до Ніккіля
YTV підготували попередні плани щодо залізничного сполучення зі станції Керава до Ніккіля у Сіпоо, та, можливо, далі до Кілпілагті та/або Порвоо. Наразі залізнична ділянка між Керавою та Ніккіля не відповідає вимогам для пасажирського сполучення.

### Нові депо
Для утримання та обслуговування потягів приміської залізниці було спроектовано два нових депо, розташованих у Кіркконуммі та Кераві. Потреба у нових депо була спричинена зростанням кількості потягів приміської залізниці та відповідно недостатньої місткості депо в Ілмалі.

## Лінії
У столичному регіоні є 15 ліній приміської залізниці, 8 з яких обслуговує HSL, а 4 обслуговуються спільно HSL та VR. Окрім цього VR має три лінії власного приміського сполучення (G, M, O). Однією з кінцевих зупинок приміських маршрутів HSL є центральний вокзал Гельсінкі. У таблиці нижче фіолетовим кольором позначено лінії, які повністю курсують у межах регіону обслуговування HSL, зеленим ― у межах регіону обслуговування VR. Час у дорозі може залежати від напряму лінії: через години пік потяги до центру Гельсінкі зазвичай курсують на кілька хвилин повільніше, ніж потяг відповідної лінії у протилежний бік.
| Лінія | Маршрут                          | Час в дорозі | Зупинок | Потяг    | Додаткова інформація |
| ----- | -------------------------------- | ------------ | ------- | -------- | --- |
| A     | Гельсінкі – Леппяваара           | 17 хв        | 8       | A-juna   | |
| D     | Гельсінкі – Гямеенлінна          | 72 хв        | 10      | D-juna   | |
| E     | Гельсінкі – Кауклагті            | 29 хв        | 11      | E-juna   | |
| I/P   | Гельсінкі – Аеропорт – Гельсінкі | 1 год        | 24      | I/P-juna | Зупиняється двічі в Гельсінкі та Пасілі |
| K     | Гельсінкі – Керава               | 43 хв        | 15      | K-juna   | |
| L     | Гельсінкі – Кіркконуммі          | 44 хв        | 19      | L-juna   | Курсує вночі та рано вранці. Одна з пізніх нічних змін продовжує шлях до Сіунтіо.                                                                                              |
| R     | Гельсінкі – Тампере              | 2 год 8 хв   | 19      | R-juna   | Частина змін залишається у Рійгімякі та Гямеенлінні/Тампере |
| T     | Гельсінкі – Рійгімякі            | 1 год 11 хв  | 21      | T-juna   | Курсує вночі та рано вранці. |
| U     | Гельсінкі – Кіркконуммі          | 41 хв        | 15      | U-juna   | |
| Y     | Гельсінкі – Сіунтіо              | 44 хв        | 8       | Y-juna   | |
| Z     | Гельсінкі – Лагті                | 1 год 1 хв   | 7       | Z-juna   | По буднях три зміни продовжують шлях з Лагті до Коуволи і три зміни відправляються з Коуволи. По вихідних одна зі змін, яка обслуговує напрямок Коуволи, курсує в обидва боки. |